# Xylocopa perforator
Xylocopa perforator är en biart som beskrevs av Smith 1861. Xylocopa perforator ingår i släktet snickarbin, och familjen långtungebin. Inga underarter finns listade i Catalogue of Life.